# Alta Rocca (PNRC)
Alta Rocca est l'un des onze secteurs opérationnels du parc naturel régional de Corse (Parcu di Corsica), dans le « Delà-des-Monts », un territoire équivalant aujourd'hui au département de la Corse-du-Sud.

## Géographie
L'Alta Rocca est le « territoire de vie » méridional du parc naturel régional de Corse (PNRC). Seuls les secteurs Taravu - Bastelica et Fiumorbu, au nord, lui sont voisins.
Il est composé de tout ou partie des territoires de cinq anciennes pièves : Tallano, Scopamène, Carbini, Porto-Vecchio et Sartène.

### Communes adhérentes

Panorama d'Olmiccia et de Sainte-Lucie-de-Tallano

Le secteur Alta Rocca du parc naturel régional de Corse est composé des dix-neuf communes adhérentes ci-dessous.
- Altagène (Altaghjè) (Tallano)
- Aullène (Auddè) (Scopamène)
- Carbini (Carbini) (Carbini)
- Cargiaca (Carghjaca) (Tallano)
- Conca (Conca) (Porto-Vecchio)
- Foce (Foci Bilzese) (Sartène)
- Loreto-di-Tallano (Laretu di Tallà) (Tallano)
- Levie (Livia) (Carbini)
- Mela (Mela di Tallà) (Tallano)
- Olmiccia (Ulmiccia) (Tallano)
- Porto-Vecchio (Purti Vechju) (Porto-Vecchio)
- Quenza (Ouenza) (Scopamène)
- San-Gavino-di-Carbini (San Gavinu di Carbini) (Carbini)
- Sainte-Lucie-de-Tallano (Santa Lucia di Tallà) (Tallano)
- Serra-di-Scopamène (A Sarra di Scupamena) (Scopamène)
- Sorbollano (Surbuddà) (Scopamène)
- Zérubia (Zirubia) (Scopamène)
- Zonza (Zonza) (Carbini)
- Zoza (Zoza) (Tallano)

### Remarque
Le territoire était à peu de chose près celui de la pieve de Talla' au début du XVIe siècle, une pieve qui avait pour lieux habités : Quenza, la Serra, Auguliena, Cherubia, Chargiagu, Loreto, lo Fraxeto, l’Olmigia, lo Poggio, Santa Lucia, Santandeia, Lasano. Altagene, Ortovecchio, Santantonio, Soza.
Au XVIIIe siècle, Talla' prendra le nom de Pieve di Attalà avec les lieux habités suivants : S.Andrea, et Altagene 153. Lozza, ò Cozzà 106. S.Lucia 184. Olmiccia 191. Cargiacca, e Loreto 153. Mela 53. Poggio 130.

### Relief

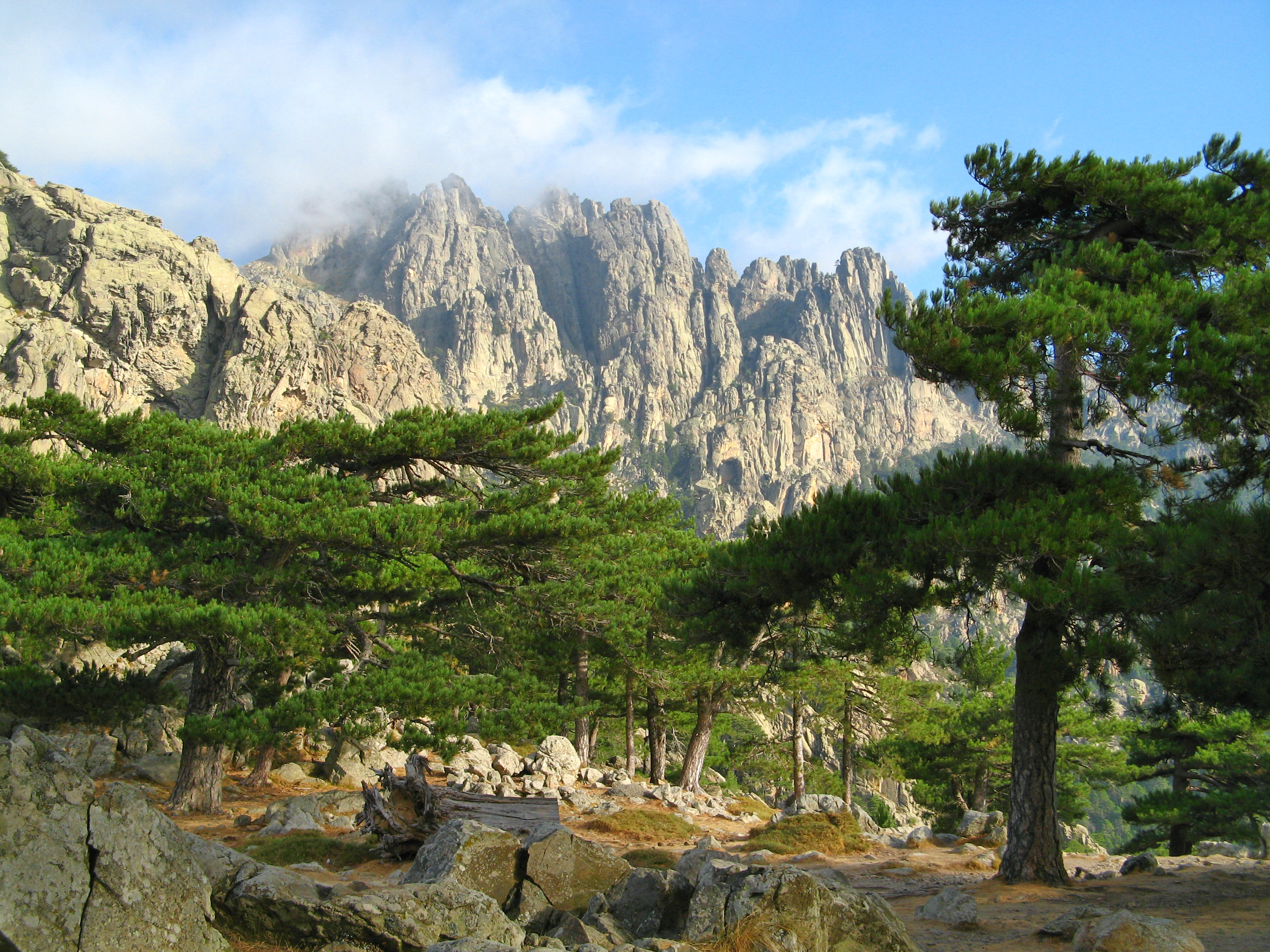
Aiguilles de Bavella

L'Alta Rocca est situé au cœur de la Corse-du-Sud. Son sol repose sur un socle de roches plutoniques (granite, diorite…) et volcaniques (rhyolites…).
À l'est, le secteur est délimité par la dorsale principale de l'île, partant du nord au sud, du monte Incudine (Alcudina - 2 134 m), la ligne de crête du massif de Bavella séparant les forêts territoriales de Bavella, de Sambucu et de l'Ospedale, celle du massif de l'Ospedale jusqu'la montagne de Cagna à son extrémité méridionale.
Au nord-ouest, le chaînon montagneux d'Istria le sépare du plateau du Coscione et du secteur Taravu - Bastelica.
Il est ouvert vers la mer à l'ouest et au sud par les vallées du Rizzanese, du Fiumicicoli son affluent et de l'Ortolo.
La végétation est diversifiée, avec des futaies et taillis de chênes verts à l'ouest du secteur. La présence d'oliviers est de feuillus est marquée dans la vallée du Rizzanese.  

### Accès

#### Accès routiers
Le secteur est quasi « fermé » à l'est car barré par la partie méridionale de l'arête principale de l'île. On le constate avec le détail des principales voies de pénétration suivantes.
- D69 au nord, venant de Zicavo vers Aullène
- D268 à l'est, venant de Sari-Solenzara et franchissant le col de Bavella (1 218 m) pour rejoindre Zonza
- D68 au sud-est, venant de Sainte-Lucie-de-Porto-Vecchio, à Conca, point de départ/arrivée du GR 20
- D168a au sud-est, venant de Sainte-Lucie-de-Porto-Vecchio, donnant accès à la forêt de l'Ospedale
- D368 au sud-est, venant de Porto-Vecchio, en direction du barrage de l'Ospedale, de Carbini…
- D59 au sud, venant de Sotta vers Carbini
- D65 au sud-ouest, venant de Sartène pour Foce…
- D148 au sud-ouest, venant de Sartène vers Olmiccia
- D119 à l'ouest, venant d'Arbellara vers Olmiccia
- D420 au nord-ouest, venant de Petreto-Bicchisano vers Aullène

#### Accès par les sentiers de grande randonnées
- Le GR 20. Il emprunte certaines parties orientaux du secteur, lors de deux étapes :
  - Étape 5 : De Asinau à Paliri : 7 h du nord vers le sud, et 7 h 20 min du sud vers le nord ;
  - Étape 6 : De Paliri à Conca : 5 h du nord vers le sud, et 6 h 15 min du sud vers le nord

avec les refuges d'Asinao et de Paliri, le gîte d'étape au col de Bavella.
En plus du « trekking » avec les sentiers de grande randonnée, le parc propose d'autres types : randonnées « découverte » avec Mare a mare et randonnées « balade ». Dans ce secteur, existent :
- Le Mare a mare Sud et sa variante, trajet Propriano - Porto-Vecchio, avec des gîtes d'étape à Quenza, à Jallicu, à Serra-di-Scopamène, à Sainte-Lucie-de-Tallano, à Levie, à Cartalavone ;
- La liaison Mare a mare Sud - GR 20

## Histoire

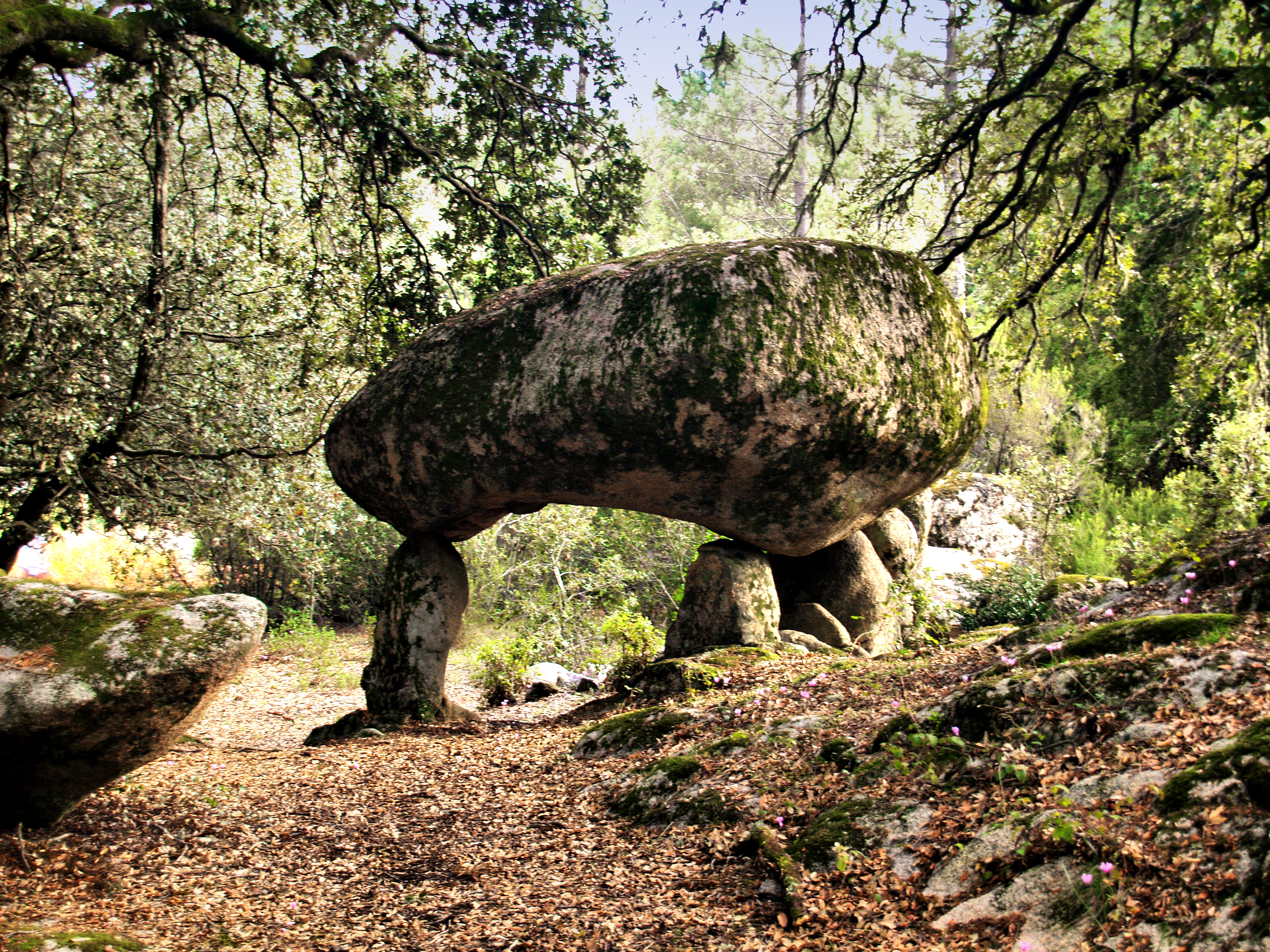
Dolmen de Pacciunituli

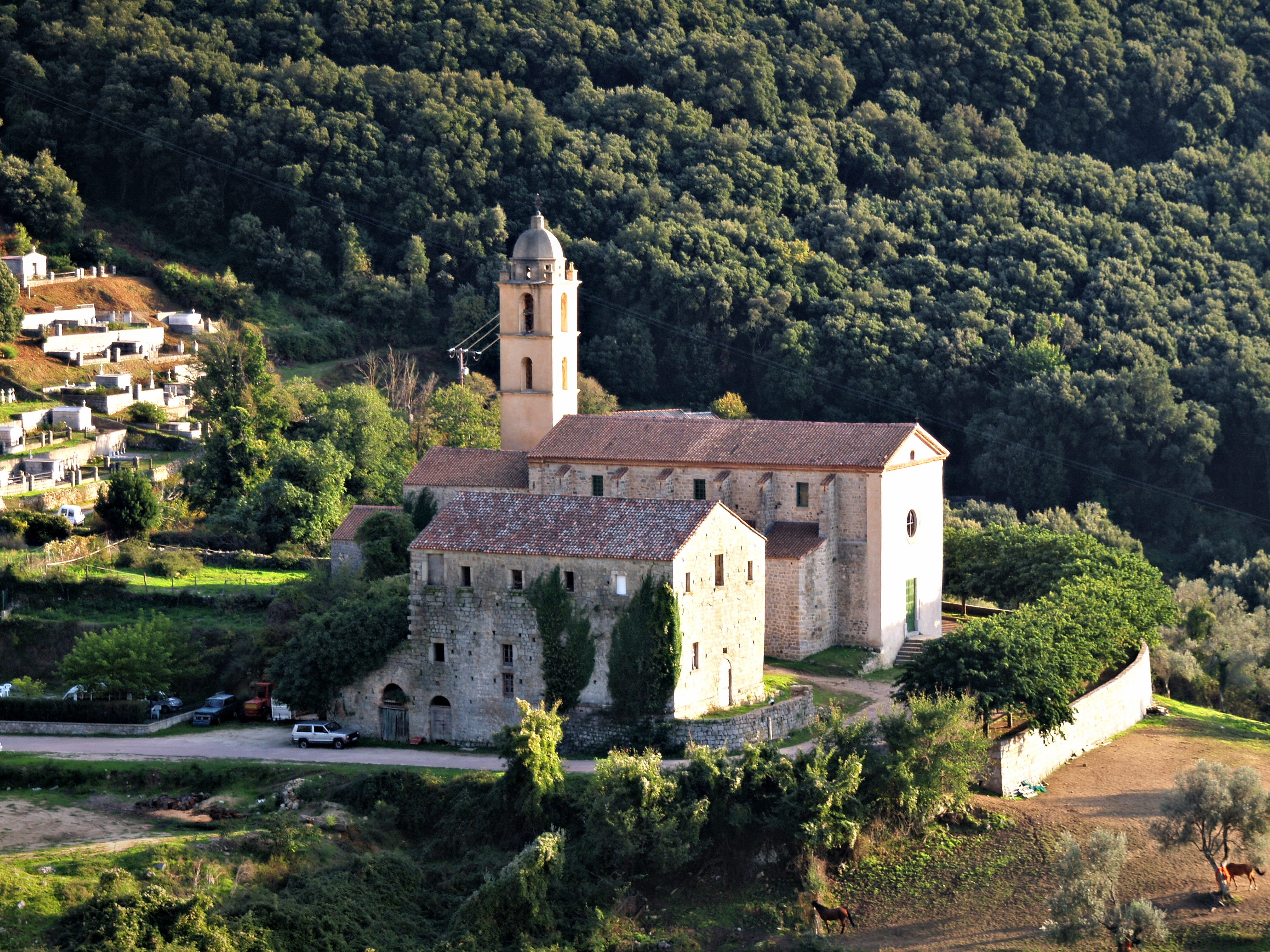
Couvent Saint-François

La « Rocca » était au Moyen Âge la seigneurie de Cinarca (ou Cinarchesi) devenue les maîtres du « Delà-des-Monts » au XIIIe siècle. « En moins de deux cent cinquante ans, dix-sept d'entre eux, dont les plus célèbres sont Giudice de Cinarca, Arrigo della Rocca, Vincentello d'Istria et Gian-Paolo di Leca, domineront la Corse presque entière, la plupart avec le titre de comte de Corse qu'ils tiendront non d'un droit ancestral, mais du suffrage populaire. Néanmoins, certaines parties du pays cinarchese restent, jusqu'au XVIIIe siècle, terres féodales… […] La tradition rapporte que Giudice devenu vieux confia la garde de ses châteaux à ses fils naturels : Arrigo, Arriguccio, Salnese et Ugolino devenus ainsi seigneurs d'Attala, de la Rocca, d'Istria et de la Punta di Rizeni, et tiges des familles féodales de ces noms ».
Dès 1507, l'amiral génois Andrea Doria ruine la Rocca. En 1511, il fait assassiner son comte Rinuccio della Rocca ; les fiefs corses perdent tout rôle politique. Rinuccio était comte delle Rocca et du Talavo. Son fief qui était le plus puissant des fiefs corses, avait pour capitale Santa Lucia di Tallà (sous-préfecture de l'arrondissement avant Sartène) et comprenait la communauté de Carbini dont la « plage » était le hameau de Porto-Vecchio, repaire de corsaires barbaresques jusqu'en 1539.
Le secteur de l'Alta Rocca possède un riche patrimoine naturel et culturel géré par le Parc. Il assure notamment la protection de sites archéologiques où les premiers hommes de l'île ont laissé de nombreux vestiges tels le plateau de Levie (Pianu di Livia) avec Cucuruzzu et Capula, ou les ruines mégalithiques d'Arragio (Arragiu). En ce lieu, une forteresse (Castellu d'Arragiu) avait été bâtie par les Torréens à l'âge du bronze.
S'y trouvent également de nombreux vestiges médiévaux tels :
- le couvent San Francescu de Sainte-Lucie-de-Tallano fondé en 1492 par Rinuccio[6], comte della Roca et du Talavo, et qui était composé d'un fort et d'un château[7] dont on forma l'église et le bâtiment central[8] ;
- l'église paroissiale Saint-Jean-Baptiste de Carbini, ancienne église pièvane datant du XIIe siècle[9] ;
- la chapelle Sainte-Marie de Quenza, datant du XIIe siècle[10] ;
- les nombreuses maisons fortes, de notables et fermes construites depuis le XVIe siècle dans les lieux habités et qui sont reprises à l'Inventaire général du patrimoine culturel.

Ce patrimoine s'enrichit également avec le « petit patrimoine » constitué par les fours, moulins, etc. qui, s'il n'est pas classé, témoigne néanmoins de l'intense activité qui régnait dans un passé encore récent.

### Culture
Il existe deux musées :
- le musée de l'Alta Rocca à Levie ;
- le musée des costumes traditionnels corses à Conca.